# Doly (Karviná)
Doly (dříve Karvinná, polsky Kopalnie, německy Karwin), nebo také Karviná 2, jsou část statutárního města Karviná na samém východě České republiky.

## Poloha
Nachází se na západě Karviné v katastrálním území Karviná-Doly o rozloze 16,35 km².
Celé území Karviné 2 (Karviné-Doly) je ovlivňováno důsledky důlní činností, v dnešní době jsou však již veškeré důlní aktivity ukončeny. V pořadí posledním uzavřeným dolem se stal v únoru 2021 Důl Československé armády.

## Historie
Původní vesnice Karvín se v roce 1923 změnila v město Karvinná, roku 1939 se spojilo s okresním Fryštátem pod německým názvem Karwin-Freistadt a v roce 1949 došlo k opětovnému spojení s okresním městem Fryštát pod dnešním názvem Karviná. V padesátých letech 20. století se kvůli poddolování město začalo demolovat, centrum dvojměstí tedy zůstalo ve Fryštátě. S obyvateli pomalu mizí i pro někdejší Karvinnou typické nářečí – „po našimu“.
V roce 2009 zde bylo evidováno 170 adres. V roce 2001 zde trvale žilo 810 obyvatel.

## Doprava
V Dolech se nachází nákladová železniční stanice Karviná-Doly (v letech 1945 - 1963 Karviná hlavní nádraží) ležící na trati Louky nad Olší - Bohumín (původní trasa Košicko-bohumínské dráhy), která je nyní ve správě provozovatele dráhy PKP Cargo International. Železniční stanice byla také koncovou stanicí místní dráhy KFNB z Petrovic u Karviné.
Prochází zde čtyřproudová silnice I/59.

## Pamětihodnosti
- Kostel svatého Petra z Alkantary
- Evangelický hřbitov a hřbitovní kaple z roku 1906
- Kaple svatého Josefa

### Zbořené pamětihodnosti
- Kostel sv. Jindřicha
- Radnice

## Galerie

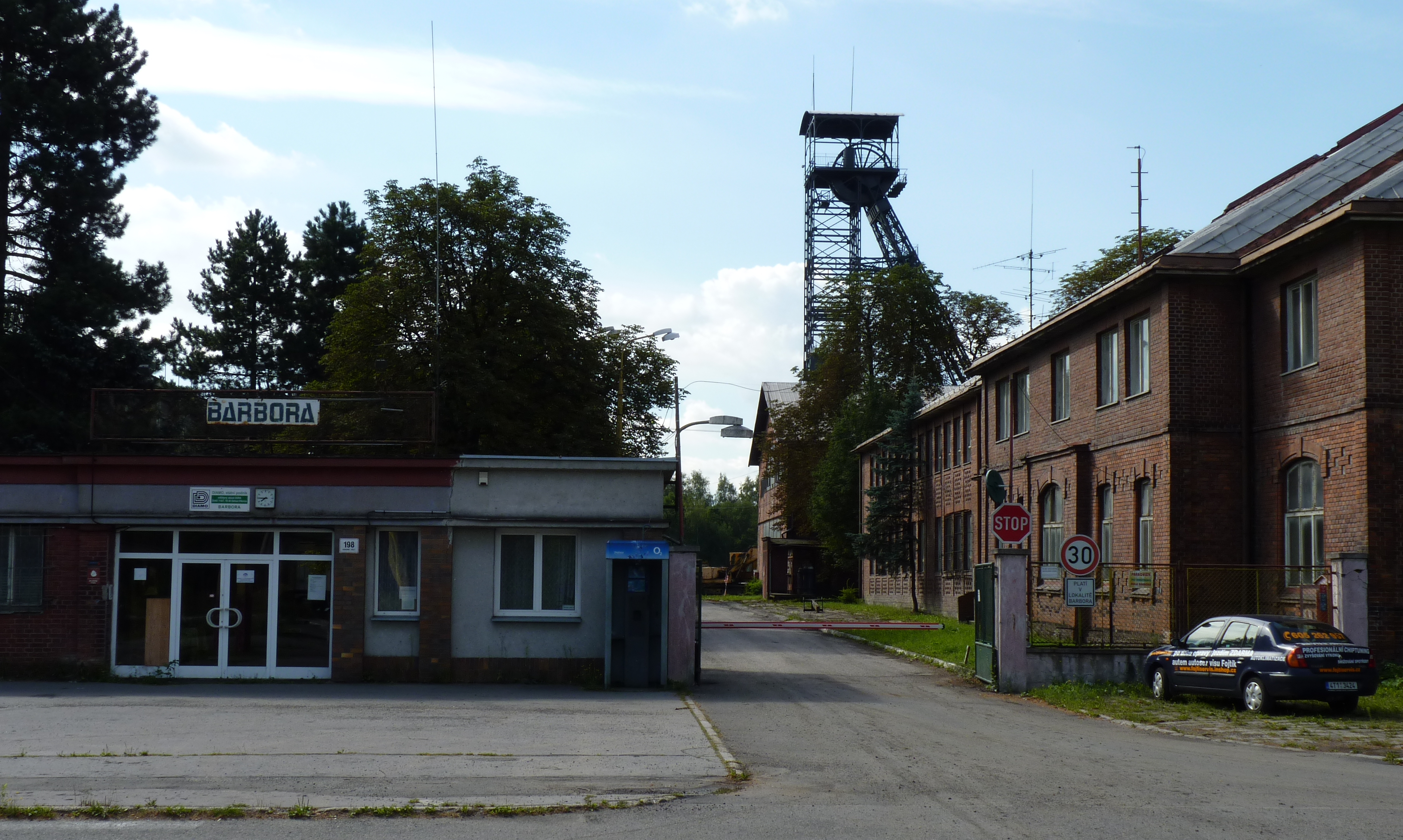
Důl Barbora
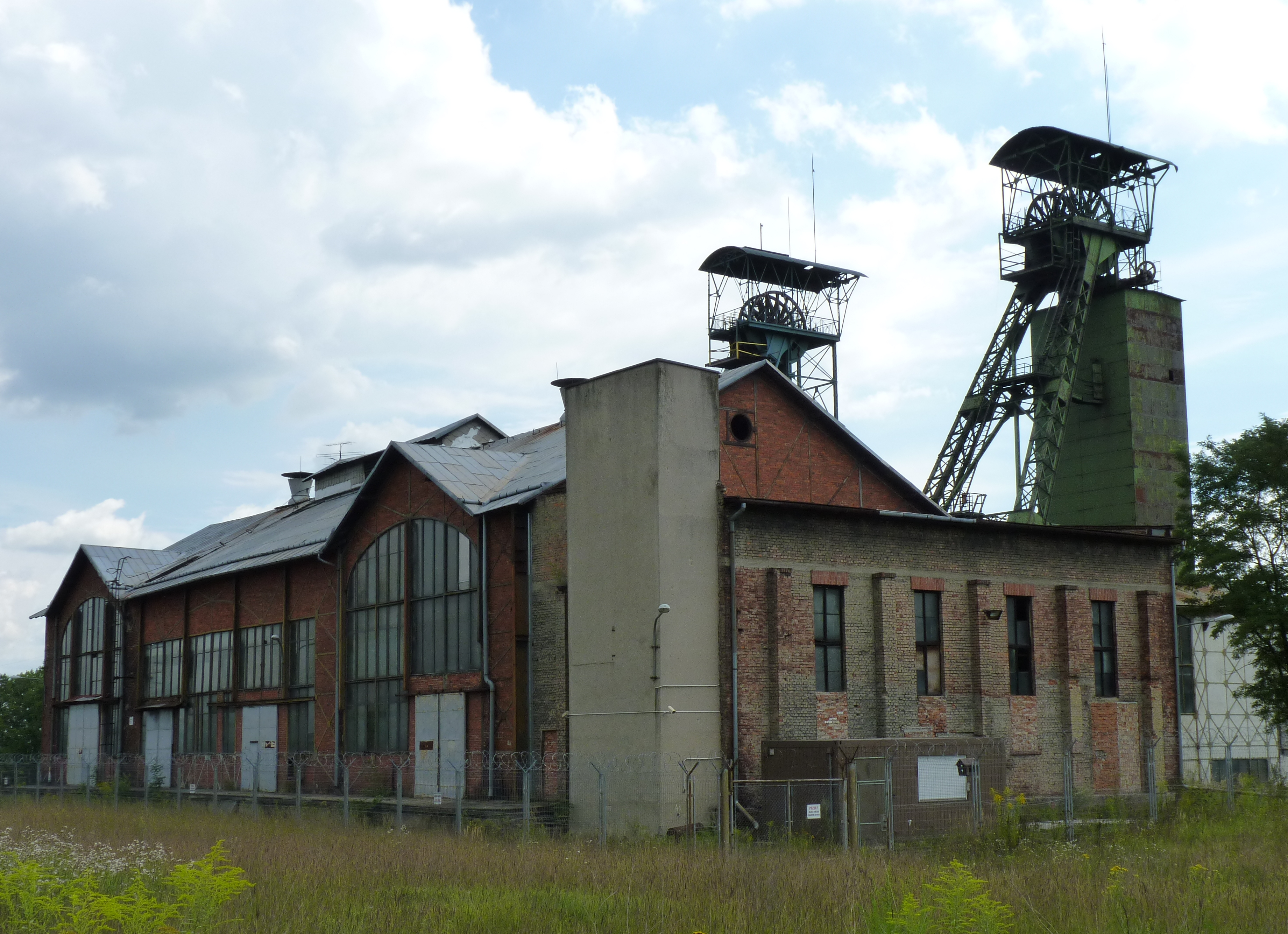
Důl Gabriela
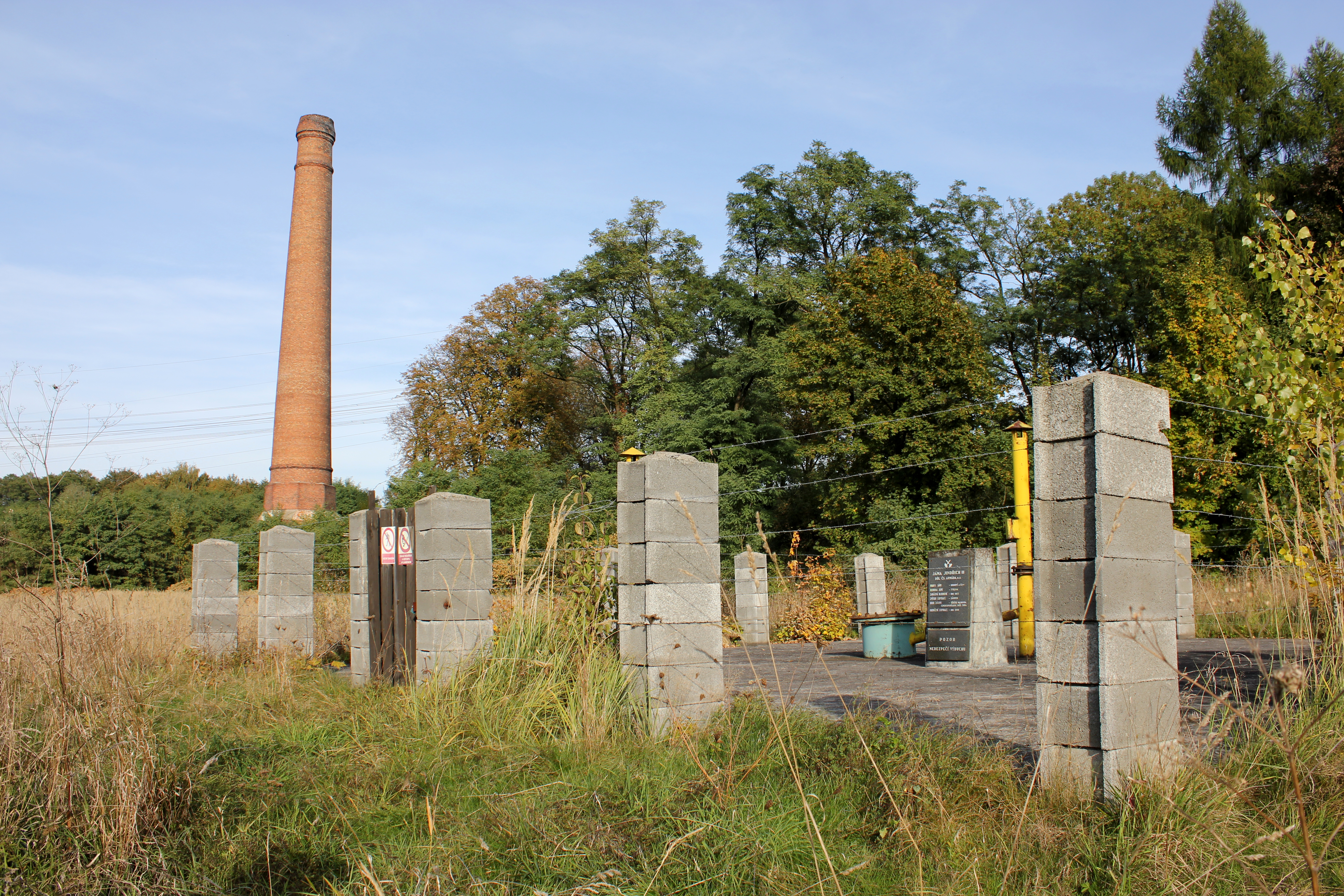
Areál bývalého dolu Jindřich
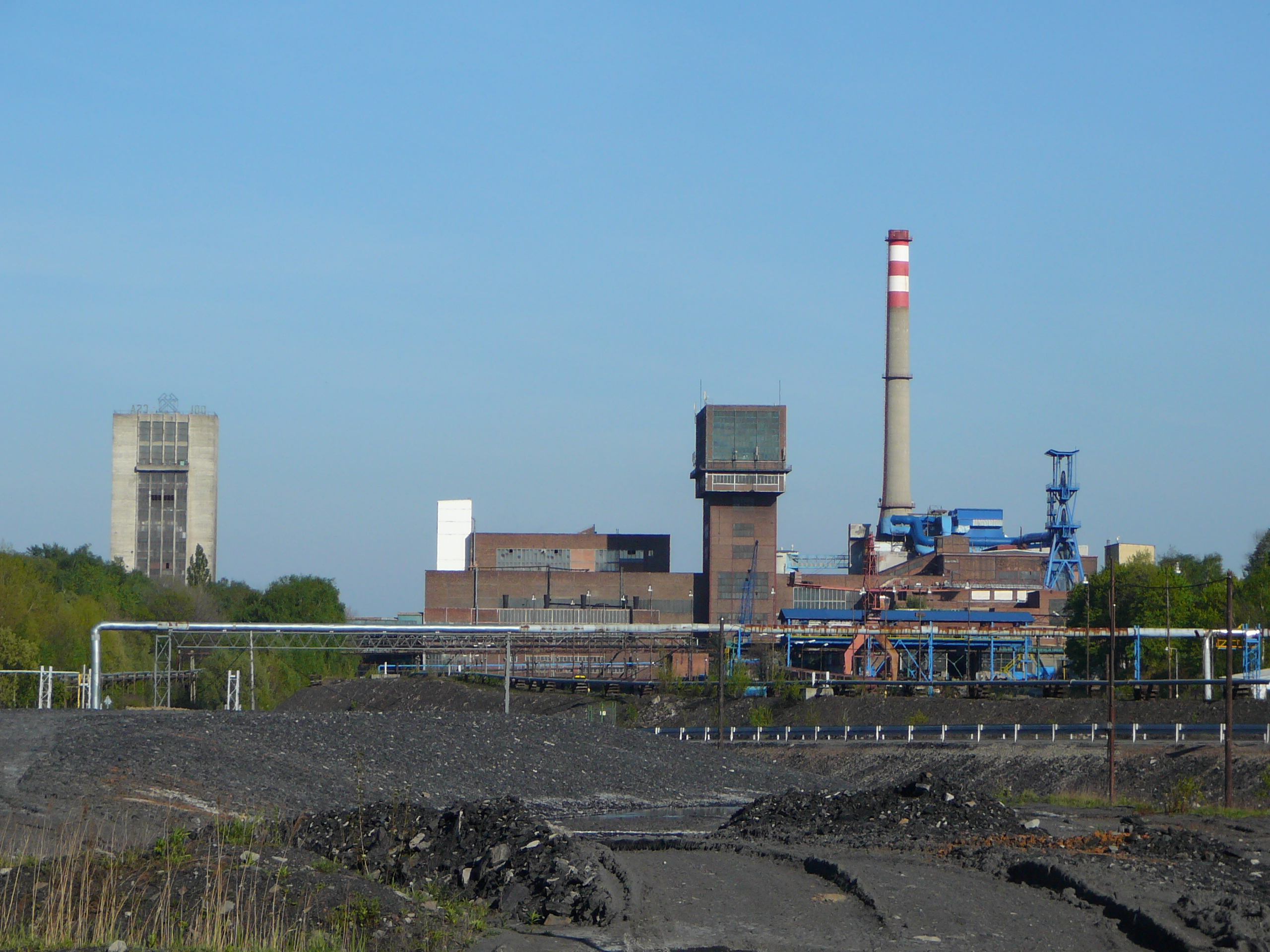
Důl ČSA
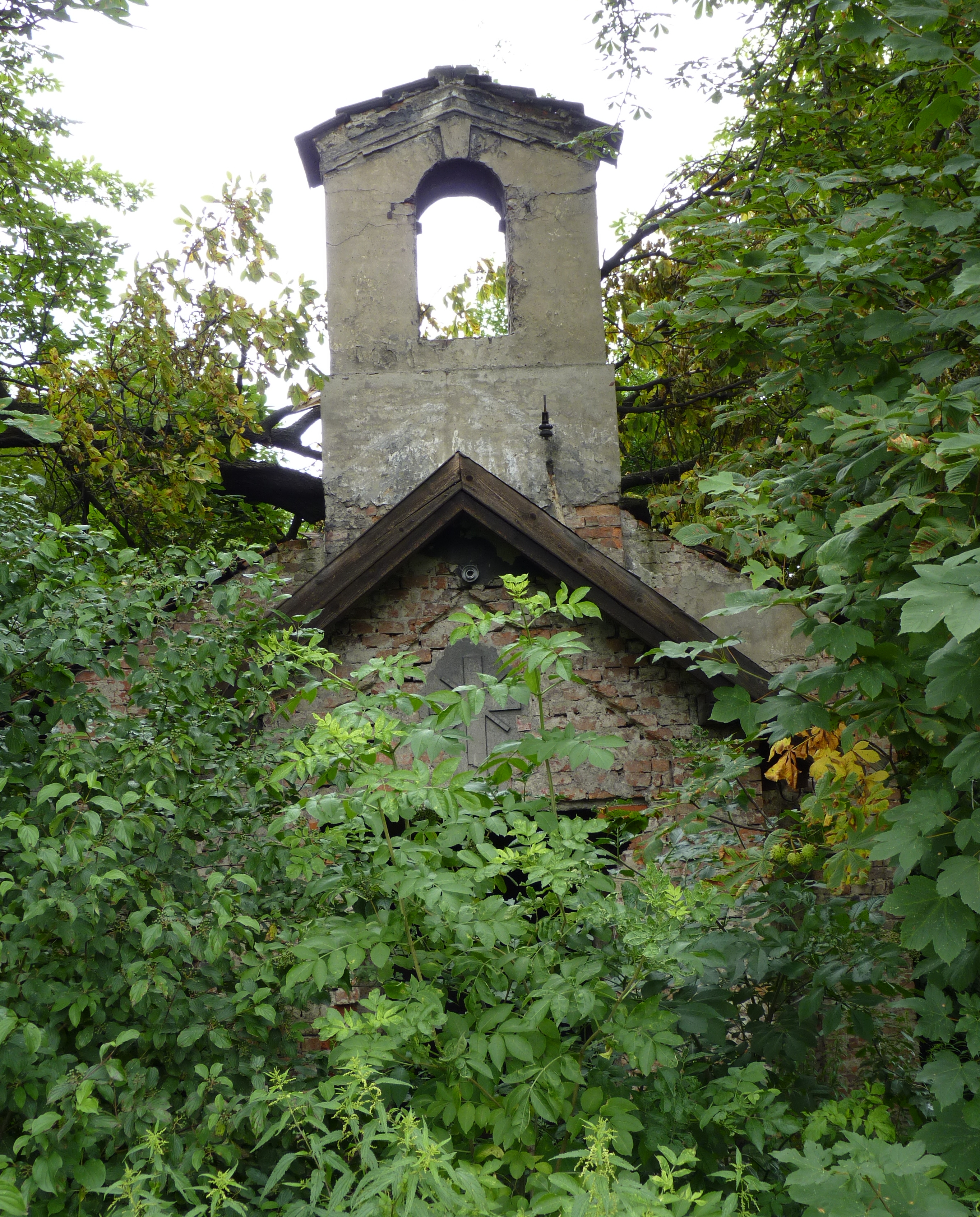
Ruiny kaple